# Brixia Tour 2003
De Brixia Tour 2003 werd gehouden van 25 tot en met 27 juli in Italië. Het was de derde editie van deze meerdaagse wielerkoers in en rondom de stad Brescia.

## Etappe-overzicht
| etappe | datum   | start              | finish                | afstand  | winnaar        | klassementsleider |
| ------ | ------- | ------------------ | --------------------- | -------- | -------------- | ----------------- |
| 1e     | 25 juli | Bassano Bresciano  | Manerbio              | 172,4 km | Ivan Quaranta  | Ivan Quaranta     |
| 2e     | 26 juli | Darfo Boario Terme | Saviore dell'Adamello | 151,8 km | Martin Derganc | Martin Derganc    |
| 3e     | 27 juli | Mazzano            | Concesio              | 172,4 km | Ruslan Ivanov  | Martin Derganc    |

## Algemeen klassement
| rang | renner               | land     | tijd        |
| ---- | -------------------- | -------- | ----------- |
| 1    | Martin Derganc       | Slovenië | 12h 22' 02" |
| 2    | Francesco Casagrande | Italië   | + 0' 07"    |
| 3    | Mirko Celestino      | Italië   | + 1' 24"    |
| 4    | Damiano Cunego       | Italië   | + 1' 31"    |
| 5    | Andrea Masciarelli   | Italië   | + 1' 35"    |
| 6    | Paolo Valoti         | Italië   | + 1' 38"    |
| 7    | Luca Mazzanti        | Italië   | + 1' 54"    |
| 8    | Denis Lunghi         | Italië   | + 2' 30"    |
| 9    | Leonardo Giordani    | Italië   | + 2' 39"    |
| 10   | Gianluca Tonetti     | Italië   | + 4' 15"    |

2001 · 2002 · 2003 · 2004 · 2005 · 2006 · 2007 · 2008 · 2009 · 2010 · 2011